# Cleora yakushimana
Cleora yakushimana là một loài bướm đêm trong họ Geometridae.